# Lobocleta obliquaria
Lobocleta obliquaria är en fjärilsart som beskrevs av W. Warren 1900. Lobocleta obliquaria ingår i släktet Lobocleta och familjen mätare. Inga underarter finns listade i Catalogue of Life.